# PSY From The Psycho World!
《PSY From the Psycho World!》(싸이 프롬 더 싸이코 월드!→싸이코 세계에서 온 싸이!)는 싸이의 데뷔 앨범이다. 2001년 1월 19일에 발매되었으며, 배급은 크림레코드가 맡았다.
2001년 10월에 녹음하여 2001년 1월 앨범 발매 이후부터 싸이는 타이틀곡 〈새〉로 활동하며 대중에게 알려지기 시작하면서 인기를 얻은 후 후속곡인 〈끝〉을 약간 리믹스하여 활동을 이어갔는데 그룹 빅마마 연장자 신연아가   〈새〉보컬을  담당했다. 이 앨범의 곡들은 대부분 싸이 자신이 작곡하였다.

## 논란
싸이가 앨범 활동을 하던 중, 영상물등급위원회가 당시 청소년보호위원회와 기독교윤리실천운동본부로부터 1집 앨범을 청소년 유해매체로 지정해 달라는 요청을 받고 사후 심의를 통해 앨범 속지에 남성의 성기 이미지와 콘돔 이미지, 여자 속옷 사진 등을 넣은 사실과 몇몇 곡의 가사에 비속어와 음란한 표현 등이 들어가 있는 사실을 문제삼았고 발매 4개월여 만에 연소자 이용 불가 판정을 받았다.

## 수록곡
| #             | 제목                                            | 작사                                 | 작곡                     | 재생 시간 |
| ------------- | ----------------------------------------------- | ------------------------------------ | ------------------------ | --------- |
| 1.            | 〈Intro〉                                       | 싸이                                 | 싸이                     | 1:48      |
| 2.            | 〈Lady〉                                        | 싸이                                 | 싸이                     | 3:41      |
| 3.            | 〈새〉                                          | 싸이                                 | Robbie van Leeuwen, 싸이 | 3:10      |
| 4.            | 〈끝〉                                          | 싸이                                 | 싸이                     | 3:48      |
| 5.            | 〈나에게 맡겨봐〉                               | 싸이                                 | 싸이                     | 3:17      |
| 6.            | 〈Life〉 (Feat. R.jay, Yota, DM, Y.Kwan, Small) | 싸이, R.jay, Yota, DM, Y.Kwan, Small | 싸이                     | 4:28      |
| 7.            | 〈동거동락〉                                    | 싸이                                 | 싸이                     | 3:28      |
| 8.            | 〈Freedom〉                                     | 싸이, 아치                           | 싸이                     | 3:37      |
| 9.            | 〈성냥팔이 소녀〉                               | 싸이                                 | 싸이                     | 3:16      |
| 10.           | 〈No.1〉                                        | 싸이                                 | 싸이                     | 3:19      |
| 11.           | 〈I Love Sex〉 (Feat. 조PD)                     | 싸이, 조PD                           | 싸이, 조PD               | 3:48      |
| 12.           | 〈쇼킹! 양가집 규수〉                           | 싸이                                 | 싸이                     | 3:05      |
| 13.           | 〈성공의 어머니〉                               | 싸이                                 | 싸이                     | 3:39      |
| 14.           | 〈놀아보자〉                                    | 싸이                                 | 싸이                     | 3:27      |
| 15.           | 〈2세의 처〉 (Feat. R.jay, DM, Y.Kwan, Small)   | 싸이, R.jay, DM, Y.Kwan, Small       | 싸이                     | 3:44      |
| 16.           | 〈불륜〉                                        | 싸이                                 | 싸이                     | 3:25      |
| 17.           | 〈계집녀〉                                      | 싸이                                 | 싸이                     | 3:27      |
| 18.           | 〈Upskail Phenomenon〉                          | 싸이, 아치                           | 싸이                     | 3:26      |
| 19.           | 〈Modern Times〉                                | 싸이, 요리사                         | 싸이                     | 3:25      |
| 20.           | 〈Outro〉                                       |                                      | 싸이                     | 2:12      |
| 총 재생 시간: | 총 재생 시간:                                   | 총 재생 시간:                        | 총 재생 시간:            | 64:19     |

- 〈새〉는 네덜란드의 락 밴드 쇼킹 블루(Shocking Blue)의 1969년 작품이자 영국의 여성 팝 밴드 바나나라마의 1986년 리메이크 작품으로 잘 알려진 곡 〈Venus〉를 샘플링하였다.
- 〈동거동락〉은 영화 용쟁호투의 주제가를 샘플링하였다.
- 〈Life〉는 미국의 락 밴드 익스트림의 곡 〈Rest in Peace〉중 인트로의 현악 부분을 샘플링하였다.
- 〈I Love Sex〉는 대한민국의 가수 겸 배우 이정현의 1999년 데뷔 앨범인 《Let's Go to My Star》에 〈I Love X〉라는 제목으로 수록되었던 것을 다시 편곡한 것이다.

## 참여
이 목록은 해당 앨범의 부클릿에서 발췌하였다.
- 싸이 - 랩, 보컬, 프로듀서, 코러스, 믹싱
- 김아람, 빈칸채우기, 신토불이 - 코러스
- Isaac Hasan, 유태준 - 기타
- DJ Rick - 스크래치
- Nick Lee(Waltz 스튜디오, 보스턴) - 녹음, 믹싱
- 양수열, 최용창(예당 스튜디오) - 믹싱
- 서상환, 최효영, 채승균(소닉 코리아) - 마스터링
- lnit 엔터테인먼트 - 매니지먼트
- 전상일 - 아트 디렉터
- 오자화의 신풍(吳自畵의 神風) - 디자인

## 기사 인용
1. ↑  최현유 (2008년 6월 3일). “빅마마 신연아, “유명 아이돌 그룹의 숨은 멤버였다?””. OSEN. 2022년 4월 7일에 확인함.
2. ↑  최재희 (2001년 4월 30일). “[스타와 10시간] 싸이 "뻐긴다 소리 듣기 싫어"”. 중앙일보. 2019년 1월 14일에 확인함.
3. ↑  연합뉴스 (2001년 5월 23일). “싸이 1집 앨범 '연소자 이용불가' 판정”. 연합뉴스.
4. ↑  SBS (2001). “싸이 1집 ´연소자 이용불가´판정”. SBS.
5. ↑  《PSY From The Psycho World!》 라이너 노츠